# Collomia renacta
Collomia renacta är en blågullsväxtart som beskrevs av E. Joyal. Collomia renacta ingår i släktet limfrön, och familjen blågullsväxter. Inga underarter finns listade i Catalogue of Life.